# 아틀라스 항공
아틀라스 항공(영어: Atlas Air)은 미국 해리슨 뉴욕에 베이스를 둔 화물 항공사로 북아메리카, 아시아, 유럽, 중동으로 정기 카고편을 운항하며 테드 스티븐스 앵커리지 국제공항을 메인 베이스 공항으로 사용하며 그 밖의 허브 공항은 로스앤젤레스 국제공항, 마이애미 국제공항, 조지 부시 인터콘티넨털 공항, 존 F. 케네디 국제공항이 있으며 계열사는 1993년에 설립한 화물 항공사인 폴라에어 카고가 있다.

## 역사
1992년 파키스탄 출신인 마이클 차우드리가 비용이 저렴하고 장거리 수송에 용이한 전문 항공 화물사를 설립했고 1993년에 중화항공으로부터 보잉 747 기종을 임대해 운항했다. 1995년 미국 증권 거래소인 나스닥에 상장된데 이어 1997년에 뉴욕 증권 거래소에 상장되었다. 2001년 폴라에어 카고를 인수해 계열사를 편입해 아틀라스 항공은 부정기 부문에 폴라에어 카고는 정기선 부문의 네트워크 및 마케팅을 확보하게 되었다. 2004년 7월에 구조 조정이 완료되어 파산을 신청했다. 2010년 보잉으로부터 보잉 747 LCF를 도입해 같은 해 9월부터 운항하고 있다. 2011년 현재 대한민국의 경우 5개 노선에 화물기를 3회 운항하고 있으며 세계에서 3번째로 큰 화물 수송 전용 항공사로 알려져 있다. 회사 명칭의 경우 그리스 신화에 나오는 아틀라스에서 유래되었다. 비행기 꼬리 부분에 황금 세계를 메고 다니는 황금 인간이 그려져 있다.

## 운항 노선
현재 아틀라스 항공은 폴라에어 카고와 공동으로 운항하고 있는데 예를 들어 유럽, 아시아, 아프리카, 오스트레일리아, 태평양, 아메리카 전 지역에 걸쳐 화물 전세기와 여객 전세기를 운항한다. 다만 특정 목적지 변화하는 고객의 요구와 계절 화물 항공편 동향에 따라 다르다. 또한 전세기 노선의 경우 휴스턴 ~ 루안다간 국제선 노선을 운항하고 있다.

## 보유 기종
- 2020년 9월 기준으로 다음과 같은 기종을 보유하고 있다.[4][5][6][7]

## 문제점

### 안전 문제
2010년 아틀라스 항공은 항공기 안전 및 유지 관리 사고에 연루되었다. 2월에 상륙하는 과정에 있던 플로리다주 마이애미에서 보잉 747 항공기에서 분리 플랩 조립체의 부분의 커버를 분리해 문제를 일으킨 적이 있다. 같은 해 7월 이와 비슷한 사건이 발생해 항공기에서 분리하는 과정에서 보잉 747의 오른쪽 날개에 있는 안쪽 날개의 일부가 손상되었다. 부적절한 유지 보수 관행으로 인해 미국 연방 항공국이 항공사에 대한 대략 50만 달러 벌금이 부과되었다. 하지만 항공사는 이 같은 사실이 아니란 주장을 제기해 정비 문제를 놓고 법적 공방으로 이어지게 되었다.

## 사진

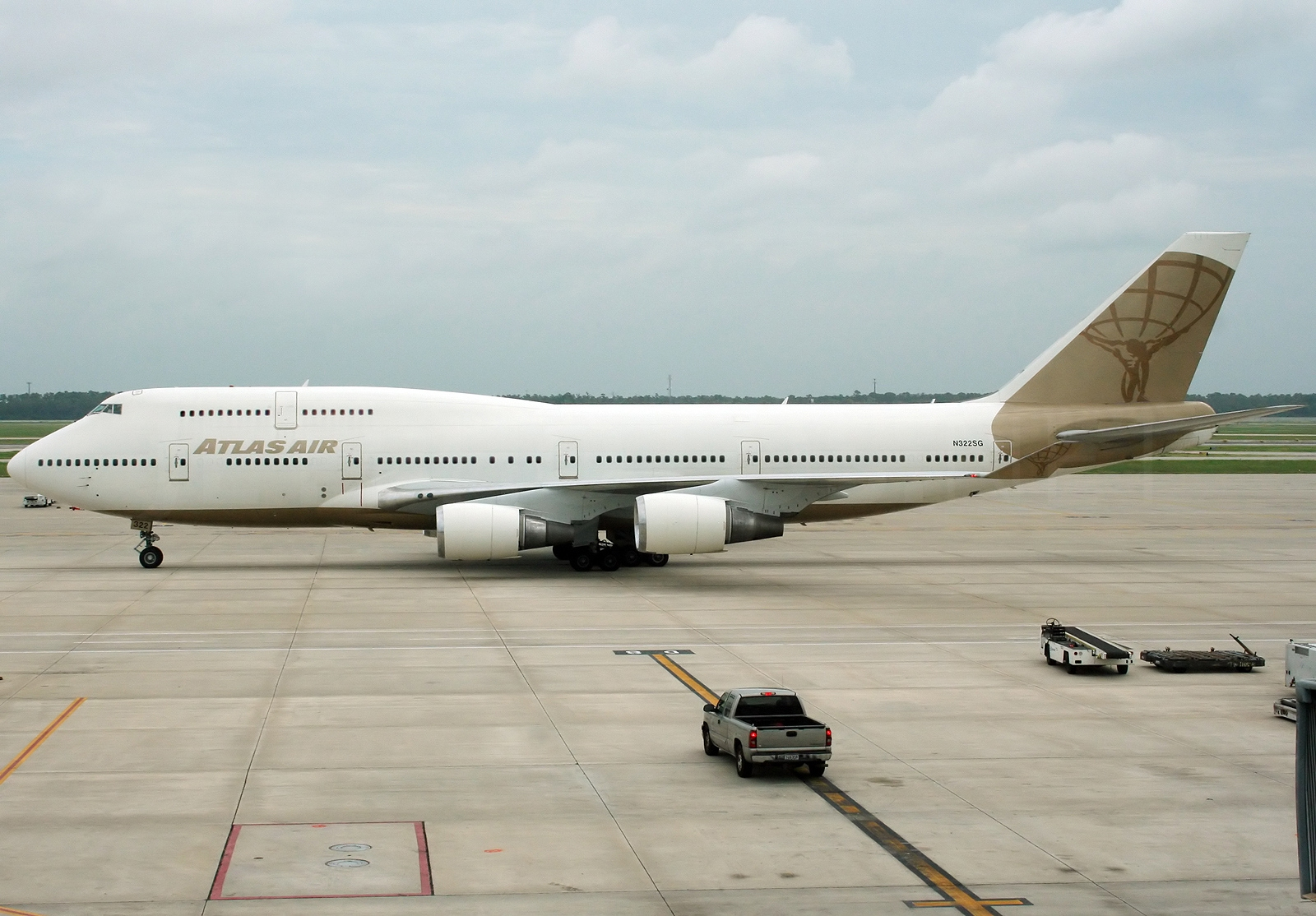
아틀라스 항공의 보잉 747-400
아틀라스 항공의 보잉 747-400
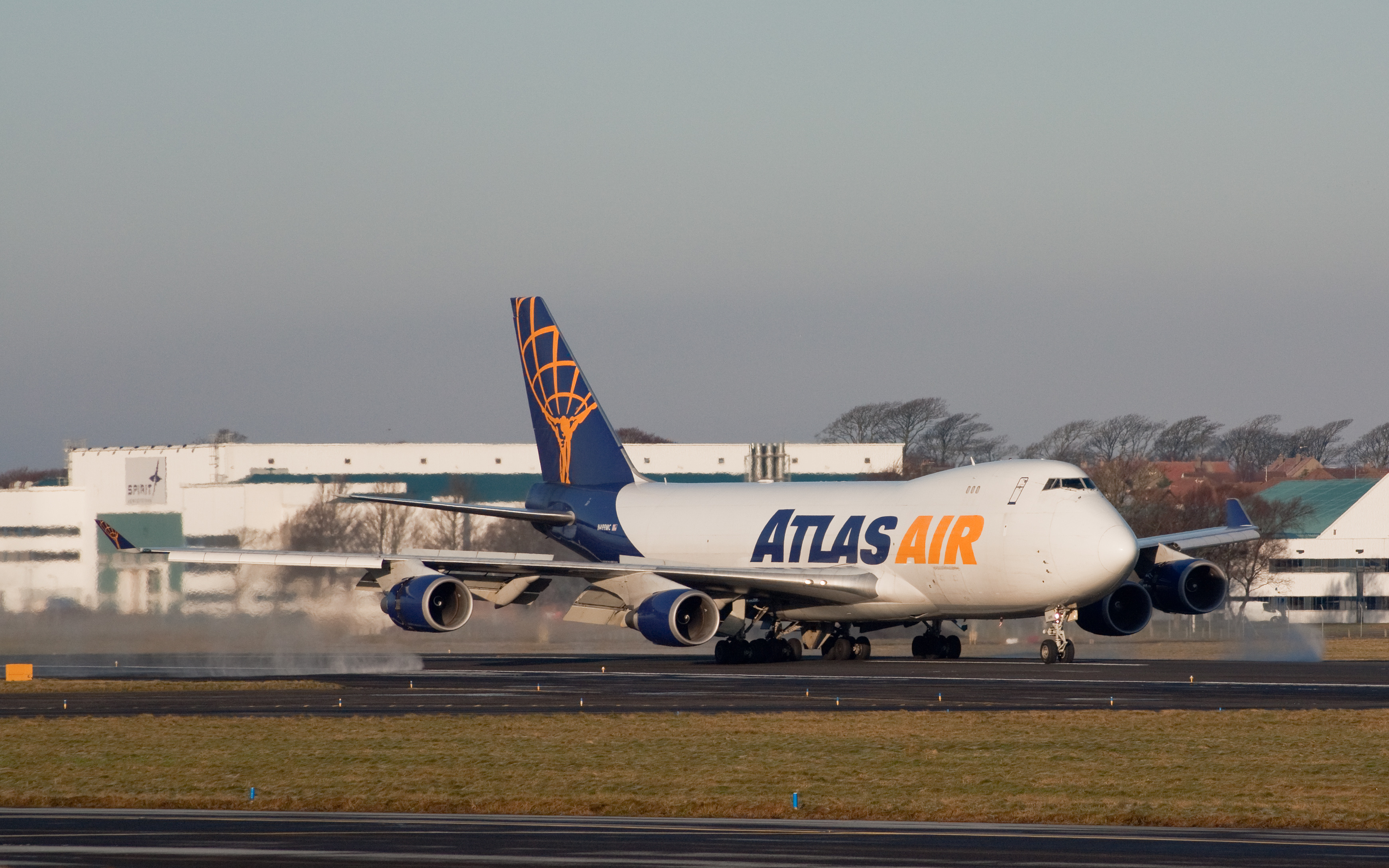
아틀라스 항공의 보잉 747-400F
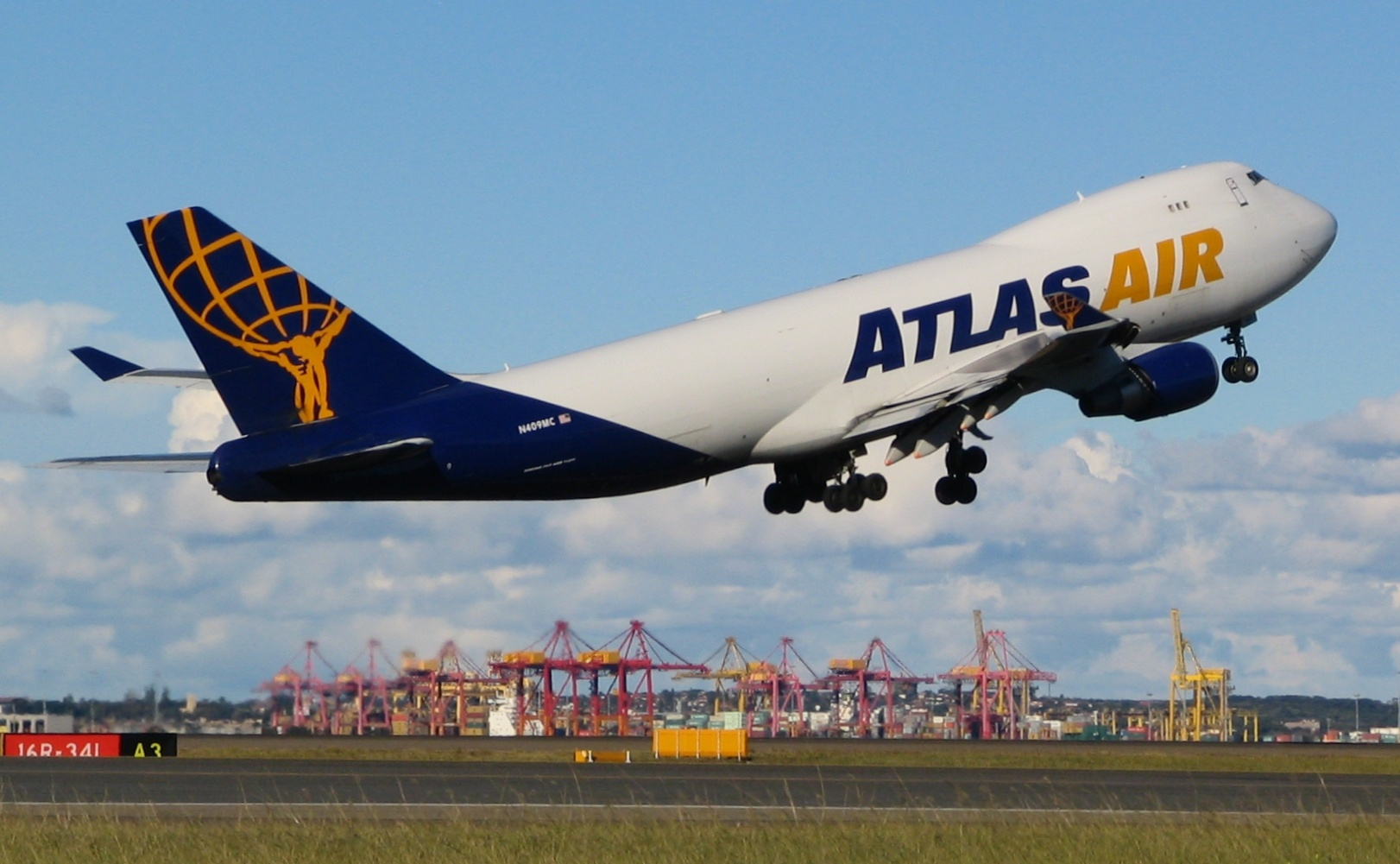
아틀라스 항공의 보잉 747-400F
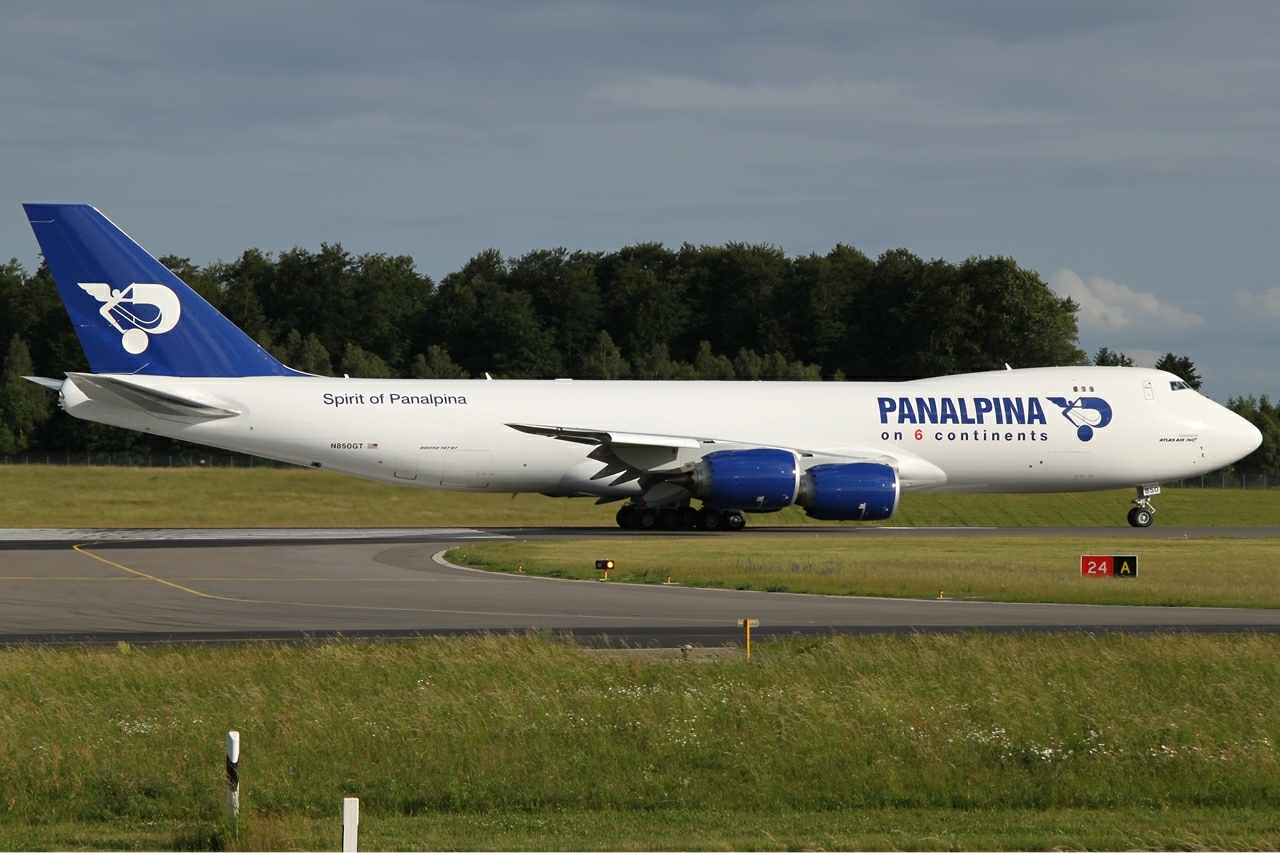
아틀라스 항공(판알피나 도장)의 보잉 747-8F

## 같이 보기
- 폴라에어 카고
- 서던 에어
- 플로리다 웨스트 국제항공